# Tysiąc Wysp

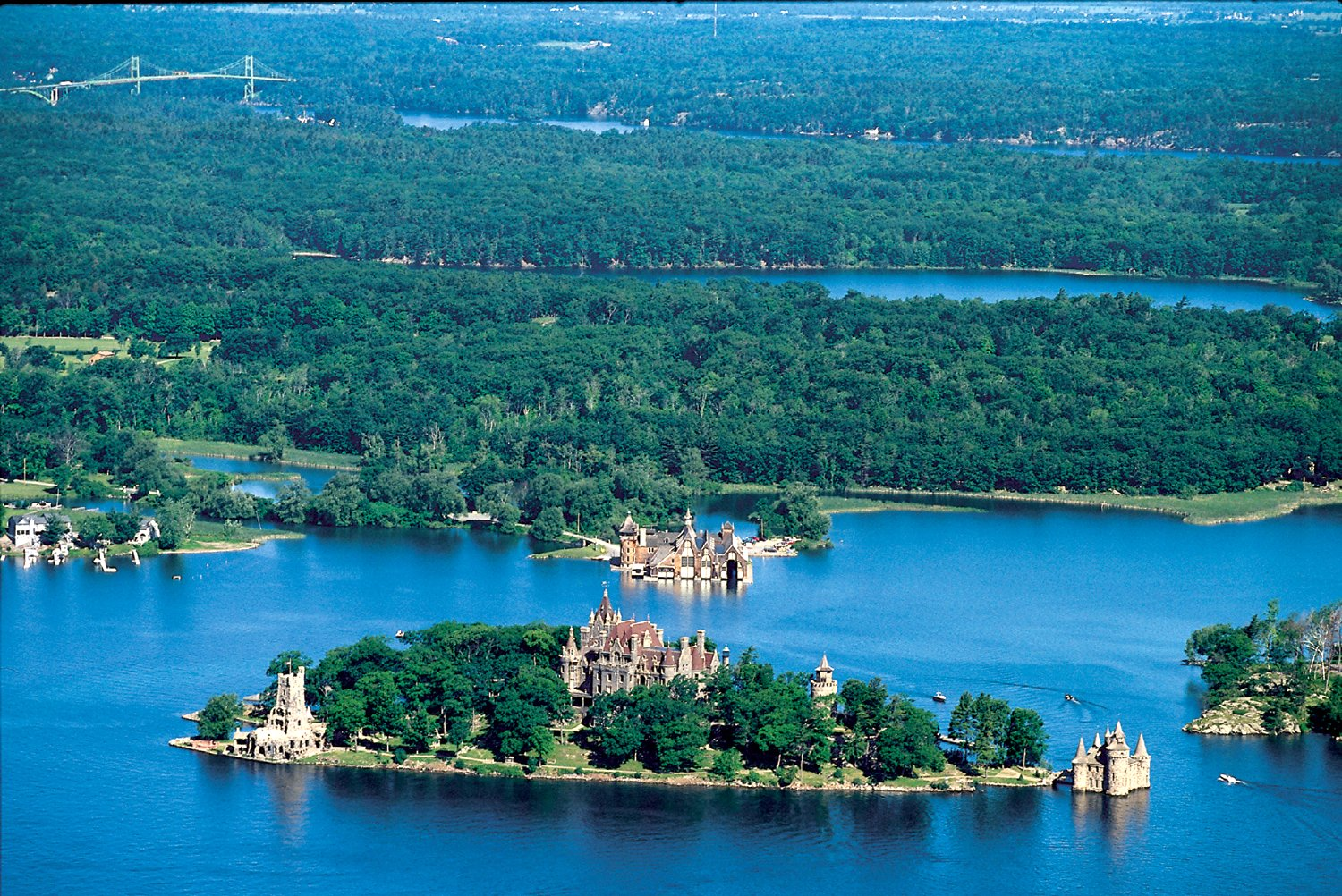
Widok z lotu ptaka na Boldt Castle i niektóre z Tysiąca Wysp

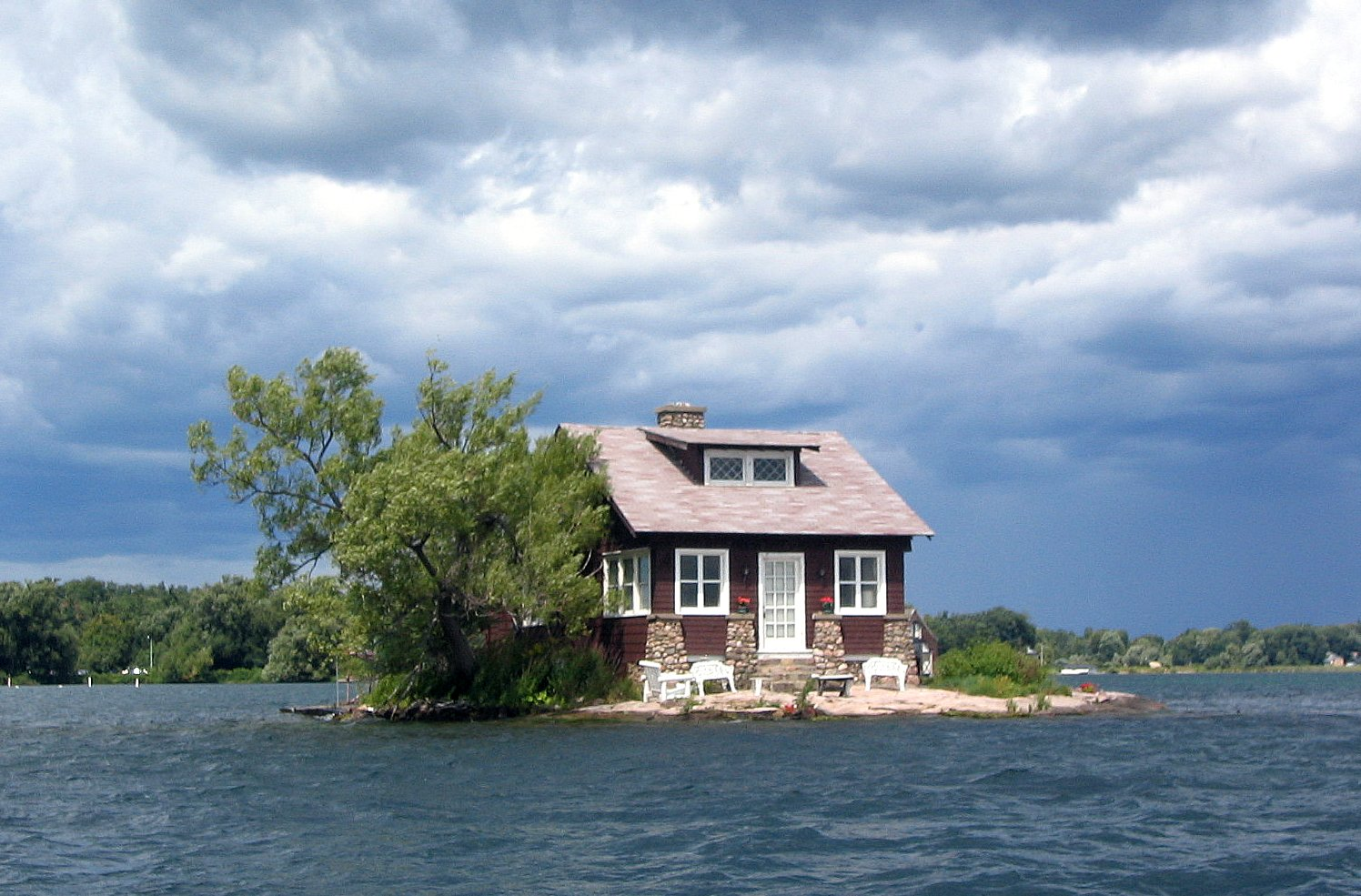
Jedna z mniejszych z Tysiąca Wysp

Tysiąc Wysp (ang. Thousand Islands, fr. Mille-Îles) – łańcuch wysp na Rzece Św. Wawrzyńca, na pograniczu USA i Kanady, pomiędzy stanem Nowy Jork (USA) i prowincją Ontario. Wyspy leżą na rzece na odcinku ok. 80 km w dół od Kingston, gdzie rzeka wypływa z jeziora Ontario.
Odrzucając z rachuby śródrzeczne kępy i głazy, na których nie rośnie ani jedno drzewo lub krzew i które nie pozostają powyżej powierzchni wód rzeki przez cały rok, oblicza się, że wysp spełniających te kryteria jest 1865, przy czym największa z nich, leżąca na początkowym odcinku rzeki przy samym jeziorze Wolfe Island, ma 124 km² powierzchni, a następna, leżąca w sąsiedztwie Howe Island, ma 31 km² (obie tworzą wspólnie hrabstwo Frontenac).
Granica państwowa USA i Kanady przebiega nurtem rzeki tak, że część z Tysiąca Wysp znajduje się po jednej, a część po drugiej stronie linii granicznej, np. trzy duże wyspy sąsiadujące z kanadyjskim hrabstwem Frontenac – Carleton Island, Grindstone Island i Wellesley Island – należą do USA, a kilka dalszych, m.in. Hill Island i Grenadier Island – do Kanady.
Jedną z atrakcji turystycznych Tysiąca Wysp jest leżący na nich zamek – Boldt Castle – wybudowany na początku XX wieku na Heart Island (po stronie USA).